# DJ Uzi
DJ 우지(DJ Uzi, 본명: 고광주, 1978년 11월 1일 ~ )는 2003년까지 활동했던 대한민국의 래퍼 겸 프로듀서다. Uzi라는 이름은 이스라엘에서 개발된 우지 기관단총을 뜻하며, Uzi the Hikaru라는 이름으로 늘여쓰기도 한다.

## 바이오그래피
1996년 겨울부터 음악에 대한 관심이 생긴 그는, 과거 BLEX에서 활동하다가 빠져나와 Back's Row라는 다른 동호회를 만들고 그 동호회의 시삽을 맡았으며, 후에 이 동호회는 Soul Train이 되었다. 음악 활동 시작 후 그는 여러 데모테입을 돌리면서 여러 기획사를 방문했으나 허사였고, 한 기획사에서 댄스그룹의 멤버로 데뷔를 할 예정이었으나 자신의 뜻과 맞지 않음을 깨닫고 데뷔 전에 기획사에서 나온다. 그러던 중 1999년 조PD의 디스곡인 Uzi's Mind를 만들고 이것이 큰 반향을 불러일으키면서 그의 이름이 알려졌다. 아이러니하게도, 얼마 후 그는 조PD의 소속사인 스타덤에 들어가게 되었다. 그리고 이 인연으로 조PD의 My Style 등의 곡에 피쳐링을 했다.
물론 Soul Train으로서 만든 결과물들도 mp3의 형태로 전파되어 여러 곡을 남겼다. 그는 스타덤이 변해서 생긴 Future Flow에서 현상과 함께 듀오로 앨범을 낼 준비를 하고 있었으나, Future Flow의 와해로 인해 무산되어 많은 팬들을 아쉽게 했다. 이후 2003년 음악을 접고 분당 Gusttimo 아이스크림 가게를 운영하다가 2006년 Artclay 강사 과정 수료, 2007년 Funways'l 보조 매니저를 거쳐, 일본으로 유학을 갔다.

## 디스 곡
DJ Uzi는 1999년 온라인을 통해 Uzi's Mind라는 곡을 발표, 조PD, 아이삭, 드렁큰 타이거를 디스하였다.
가사에 나오는 "야생 원숭이"에 관해서는 여러 가지 설이 있었으나, 2009년 방송된 힙플라디오 "아이삭의 더 매콤한 라디오"에서 아이삭은 '야생 원숭이'가 아이삭 본인을 가리키는 말임을 밝혔다. 이에 관해서는 둘이 직접 마주하고 화해를 한 상태다. 또한, 김진표 역시 "연구는 열심히 하지만 라이브가 살짝 아쉬운 JP"라는 가사로 짚고 넘어간다. 당시 이 곡은 언론에 "사이버 테러"라는 이름으로 보도가 되었고, 오히려 이후 조PD가 DJ Uzi를 만나 영입하게 된 계기가 되었다. 영입된 이후에도 힙합플레이야 인터뷰에서 Uzi는 조PD의 1집의 전곡이 싫다고 말한 바 있다.

### 4WD & Verbal Jint와의 디스
4WD와 Verbal Jint는 조PD와 DJ Uzi를 향한 디스곡 노자를 발표하였다.
"노자"는 2000년에 발표되었으며, 이현도의 "흑열가", DJ Uzi의 "Uzi's Mind" 등의 가사를 패러디하면서 노골적으로 조PD와 DJ Uzi를 디스하였다. 이 곡에는 Lucy가 보컬을 담당하였으며, 그 당시 생소했던 다음절 라임을 선보여 많은 호응을 얻었다. Verbal Jint가 속해있던 3인조 그룹 "Dien Michel"의 "Movin' It"이라는 곡에도 "get out Uzi!"라는 가사가 들어있다.
한편 이에 대한 반격으로 DJ Uzi 역시 不以兵强天下라는 곡을 발표하였다. "졸개로는 천하를 강하게 만들 수 없다"는 뜻의 제목을 가진 이 곡은, DJ Uzi 외에 Deze, 현상 등이 참여하였다. 셋이 모두 Soul Train 출신인 관계로, 이 디스전은 SNP와 Soul Train의 싸움으로 비춰지기도 하였다. Verbal Jint는 Rhythmer와의 인터뷰에서 여전히 DJ Uzi에 대해서 완전히 좋게 생각하지는 않는다고 밝혔다.